# Nullarbora heptaxia
Nullarbora heptaxia — вид губок родини Cladorhizidae. Описаний у 2020 році.

## Поширення
Глибоководний вид. Виявлений лише у каньйоні Нулларбор у Великій Австралійській затоці біля узбережжя Південної Австралії на глибині понад 3000 м.

## Опис
Це прямостояча, нерозгалужена губка у формі щітки, заввишки до 40 см. Розміщена на стеблі завдовжки 6 мм. Існує сім пучків ниток завдовжки до 25 мм. Цей вид також має прикореневі кореневі відростки довжиною до 54 мм і, як правило, шириною 0,2 мм. Забарвлення блідо-коричневе.